# Couloutre
Couloutre est une commune française située dans le département de la Nièvre, en région Bourgogne-Franche-Comté.

## Géographie

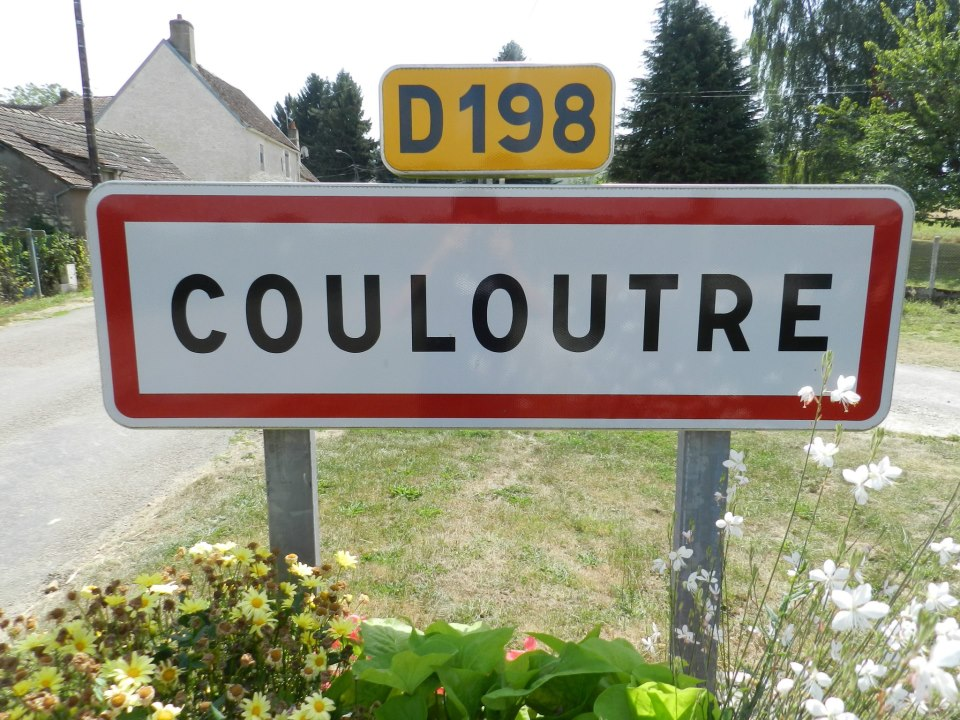
Panneau Couloutre.

Couloutre est une commune située dans le département de la Nièvre, dans l’arrondissement de Cosne. La superficie de la commune est de 2 103 hectares. Son altitude varie entre 197 et 346 mètres. Elle compte 191 habitants en 2017.
Le village est implanté dans le quart nord-ouest de la Nièvre, à environ 55 km de Nevers (par la route). Il est situé à 10 km de Donzy et à 25 km à l’est de Cosne-Cours-sur-Loire, son chef-lieu d'arrondissement.

### Villages, hameaux, lieux-dits, écarts
Outre le bourg, le village se compose des lieux-dits suivants : Angeliers (les), Auxchapts (les), Bassots (les), Bouillant, Bourgeauderie (la), Château (le), Coudret (le), Dubanderie (la), Duranderie (la), Foulon (le), Four aux Prêtres (le), Fourbas, Fourches (les), Fourneau (le), Grands Moulins (les), Maison Bleue (la), Marizaux (les), Montagne (la), Montaubry (le), Moulin (le), Moutiots (les), Petits Champs (les), Pilles, Procurerie (la), Seigne des Pilles (la), Sinjeons (les) et Voilleauds (les).

### Climat
Pour des articles plus généraux, voir Climat de la Bourgogne-Franche-Comté et Climat de la Nièvre.
En 2010, le climat de la commune est de type climat océanique dégradé des plaines du Centre et du Nord, selon une étude du Centre national de la recherche scientifique s'appuyant sur une série de données couvrant la période 1971-2000. En 2020, Météo-France publie une typologie des climats de la France métropolitaine dans laquelle la commune est exposée à un climat océanique altéré et est dans la région climatique  Centre et contreforts nord du Massif Central, caractérisée par un air sec en été et un bon ensoleillement. 
Pour la période 1971-2000, la température annuelle moyenne est de 10,9 °C, avec une amplitude thermique annuelle de 15,8 °C. Le cumul annuel moyen de précipitations est de 822 mm, avec 12,1 jours de précipitations en janvier et 7,8 jours en juillet. Pour la période 1991-2020, la température moyenne annuelle observée sur la station météorologique de Météo-France la plus proche, « Clamecy », sur la commune de Clamecy à 23 km à vol d'oiseau, est de 11,5 °C et le cumul annuel moyen de précipitations est de 707,4 mm. 
La température maximale relevée sur cette station est de 40,7 °C, atteinte le 25 juillet 2019 ; la température minimale est de −14 °C, atteinte le 9 février 2012,,. 
Les paramètres climatiques de la commune ont été estimés pour le milieu du siècle (2041-2070) selon différents scénarios d'émission de gaz à effet de serre à partir des nouvelles projections climatiques de référence DRIAS-2020. Ils sont consultables sur un site dédié publié par Météo-France en novembre 2022.

## Urbanisme

### Typologie
Au 1er janvier 2024, Couloutre est catégorisée commune rurale à habitat très dispersé, selon la nouvelle grille communale de densité à sept niveaux définie par l'Insee en 2022.
Elle est située hors unité urbaine et hors attraction des villes,.

### Occupation des sols
L'occupation des sols de la commune, telle qu'elle ressort de la base de données européenne d’occupation biophysique des sols Corine Land Cover (CLC), est marquée par l'importance des forêts et milieux semi-naturels (53,8 % en 2018), une proportion identique à celle de 1990 (53,8 %). La répartition détaillée en 2018 est la suivante : forêts (53,8 %), terres arables (34,2 %), prairies (8,8 %), zones urbanisées (2 %), zones agricoles hétérogènes (1,2 %). L'évolution de l’occupation des sols de la commune et de ses infrastructures peut être observée sur les différentes représentations cartographiques du territoire : la carte de Cassini (XVIIIe siècle), la carte d'état-major (1820-1866) et les cartes ou photos aériennes de l'IGN pour la période actuelle (1950 à aujourd'hui).

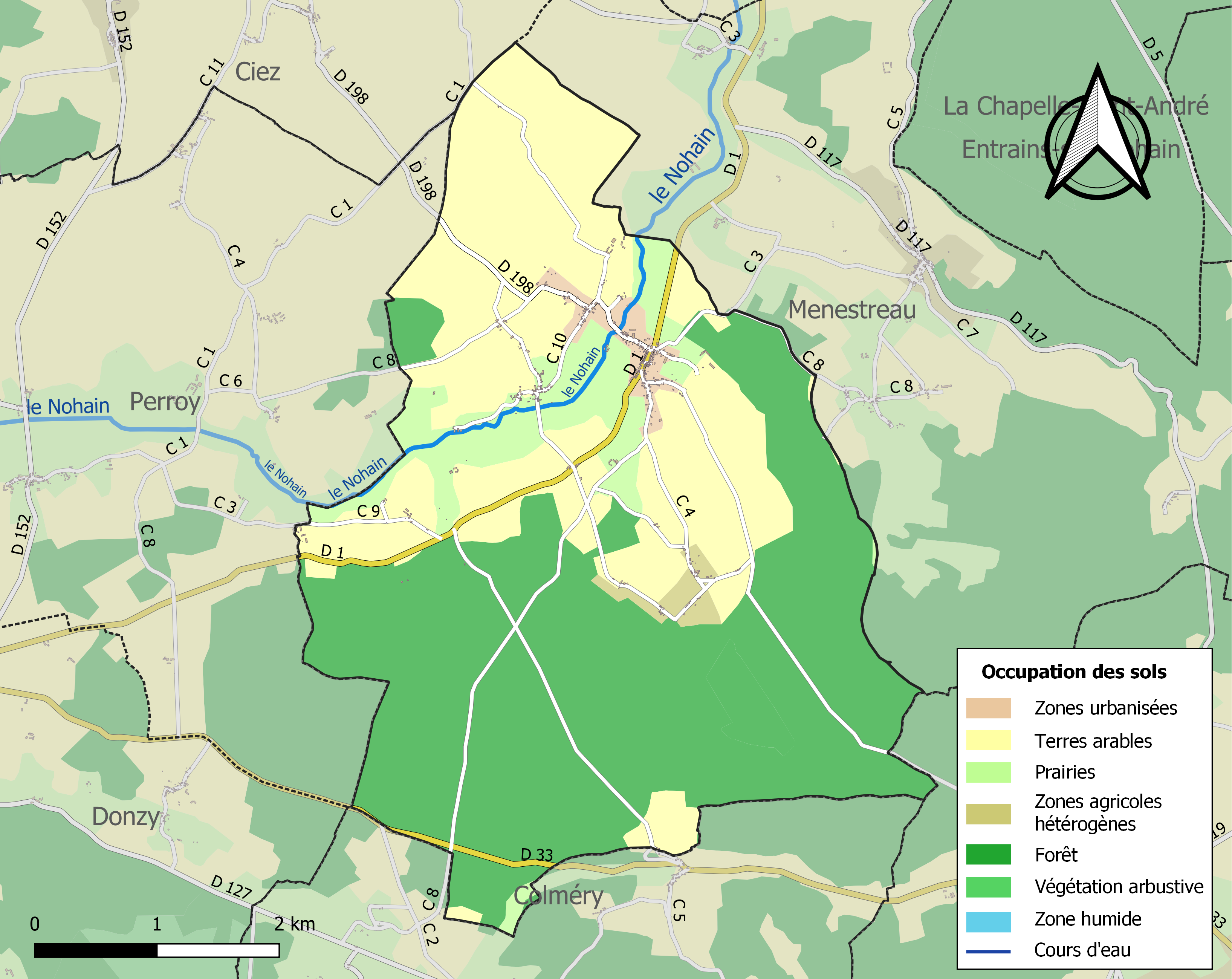
Carte des infrastructures et de l'occupation des sols de la commune en 2018 (CLC).

## Toponymie
On relève les formes suivantes du nom de la commune : Curia Ultra (1535, pouillé d'Auxerre) et Couloultre (1689).
L'origine du nom de la commune est incertain, peut-être de cortis ulterior (la dernière ferme du terroir de Donzy).

## Histoire
- La première mention du nom de la commune remonte à 1535 : Curia Ultra.
- 1615, 20 avril : mort d’Hubert de la Rivière, chevalier de l’ordre, chambellan du duc d’Alençon, bailli et gouverneur de l’Auxerrois, seigneur de Couloutre ; il est enterré le 1er mai dans la chapelle de la Rivière, en l’église de Couloutre[16].
- En 1906[17], le nombre d'habitants de Couloutre, qui compte 177 maisons, s'élève à 588 individus. La commune compte un instituteur et deux institutrices, un curé, un garde champêtre, deux gardes particuliers, un garde forestier et quatre cantonniers. Les commerçants sont une dizaine : trois cafetiers (dont deux femmes), deux négociants, un boulanger, un boucher, un horloger, un aubergiste, une épicière et... un agent d’assurances. Les artisans sont plus nombreux : six maçons, cinq maréchaux-ferrants, quatre sabotiers, trois charrons, trois meuniers, deux tisserands, deux bourreliers, deux charbonniers, un menuisier, un charpentier, un mécanicien, un cordonnier, un serrurier, un berger... Certaines activités sont réservées aux femmes : quinze couturières, deux lingères, une ménagère, une maîtresse d’hôtel (dont le mari est maître d’hôtel). La profession la plus représentée est celle de cultivateur (55), suivie par les journaliers et les ouvriers (19), les bûcherons (18), les domestiques (15) et les fermiers (10). On recense également de nombreux propriétaires (24) et rentiers ou rentières (19). Au total, on relève à Couloutre quarante professions différentes. Il n’y a, selon le recensement de 1906, ni médecin ni notaire ni sage-femme dans la commune.
- 1908 : tentative d’assassinat du curé et de sa sœur[18].

### Seigneurs
- XVIe siècle : Hubert de La Rivière (vers 1550/1615) ; vit au château.
- 1722 : Hubert de Choiseuil, chevalier, seigneur, marquis  de Choiseuil, seigneur d’Arzembouy, Couloutre, Champlemy et autres lieux, demeurant ordinairement à Paris, en son hôtel, rue Férou[19].

### Héraldique
| Blason | Blasonnement : « D'azur à la cotice d'argent côtoyée de deux bandes accolées d'or chargées chacune d'une bande de sable surchargée d'un château aussi d'argent couvert en croupe, flanqué de deux tours couvertes du même, le tout ajouré aussi de sable posé à plomb, à la filière de gueules. » |

## Politique et administration
| Période                                  | Période   | Identité          | Étiquette | Qualité          |
| ---------------------------------------- | --------- | ----------------- | --------- | ---------------- |
| mars 2008                                | en cours  | Mauricette Joseph |           | Artisan fromager |
| mars 2001                                | mars 2008 | Bernard Langlois  |           |                  |
| Les données manquantes sont à compléter. |           |                   |           |                  |

## Démographie
L'évolution du nombre d'habitants est connue à travers les recensements de la population effectués dans la commune depuis 1793. Pour les communes de moins de 10 000 habitants, une enquête de recensement portant sur toute la population est réalisée tous les cinq ans, les populations de référence des années intermédiaires étant quant à elles estimées par interpolation ou extrapolation. Pour la commune, le premier recensement exhaustif entrant dans le cadre du nouveau dispositif a été réalisé en 2007.

En 2022, la commune comptait 220 habitants, en évolution de +10 % par rapport à 2016 (Nièvre : −3,28 %, France hors Mayotte : +2,11 %).
| 1793 | 1800 | 1806 | 1821 | 1831 | 1836 | 1841 | 1846 | 1851 |
| ---- | ---- | ---- | ---- | ---- | ---- | ---- | ---- | ---- |
| 553  | 518  | 460  | 528  | 629  | 635  | 591  | 727  | 771  |

| 1856 | 1861 | 1866 | 1872 | 1876 | 1881 | 1886 | 1891 | 1896 |
| ---- | ---- | ---- | ---- | ---- | ---- | ---- | ---- | ---- |
| 805  | 776  | 774  | 805  | 856  | 857  | 837  | 777  | 663  |

| 1901 | 1906 | 1911 | 1921 | 1926 | 1931 | 1936 | 1946 | 1954 |
| ---- | ---- | ---- | ---- | ---- | ---- | ---- | ---- | ---- |
| 642  | 599  | 582  | 520  | 500  | 449  | 419  | 382  | 387  |

| 1962 | 1968 | 1975 | 1982 | 1990 | 1999 | 2006 | 2007 | 2012 |
| ---- | ---- | ---- | ---- | ---- | ---- | ---- | ---- | ---- |
| 404  | 361  | 309  | 278  | 227  | 205  | 218  | 220  | 214  |

| 2017 | 2022 | - | - | - | - | - | - | - |
| ---- | ---- | - | - | - | - | - | - | - |
| 191  | 220  | - | - | - | - | - | - | - |

## Lieux et monuments

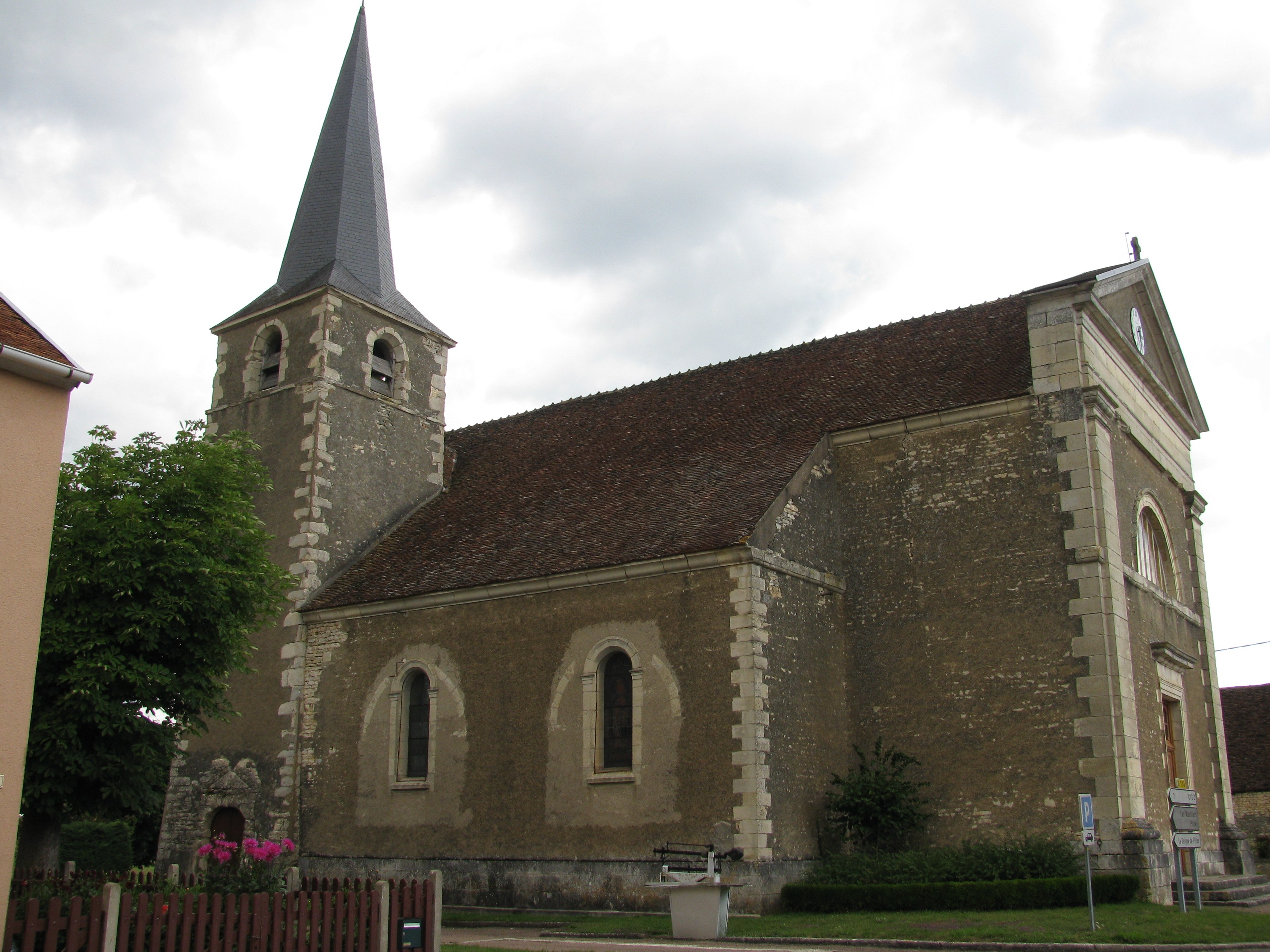
Église Saint-Germain.

- Église paroissiale de Saint-Germain, construite vers 1830 ; le clocher carré date peut-être du XVIe siècle[24].
- Le 10 novembre 2013, France 5 diffuse un reportage de Jean-Luc Petitrenaud, dans « Les escapades de Petitrenaud », sur l'Auberge du Nivernais de Couloutre[25].
- Château.